# Famille von Schlieben
 (octobre 2024).
Si vous disposez d'ouvrages ou d'articles de référence ou si vous connaissez des sites web de qualité traitant du thème abordé ici, merci de compléter l'article en donnant les références utiles à sa vérifiabilité et en les liant à la section « Notes et références ».
La famille von Schlieben est une ancienne famille noble allemande de l'Untergau de Zlivin (aujourd'hui bureau de Schlieben (de)).
Les formes du nom varient entre Sleben, Zlewin, Zliw, Zlivn, Zlywine, Sliwen, Slieben, Schleyben, Slyben, Zlowin et Schlieben.

## Histoire

### Représentants les plus anciens
La famille est originaire du château de Schlieben, appartenant alors à la Basse-Lusace. e plus ancien membre de la famille connu aujourd'hui est un certain Otto de Sleben, mentionné en 1144 lors de la croisade en Terre sainte.

### Branches au Moyen Âge
Branche de Liebschütz : La plus ancienne branche connue à ce jour commence avec Gumprecht von Schlieben auf Dobnoslo (près de Senftenberg, mort en 1279), bailli sur Liebschütz sur la Mulde dans le duché ascanien de Saxe. Les descendants de ce dernier forment la branche de Liebschütz.
Branche de Mühlberg : Un certain Hans von Schlieben auf Mühlberg und Prettin, capitaine à Jüterbog (mort en 1458) est le plus ancien représentant connu aujourd'hui de la branche de Mühlberg. Baruth et Stülpe (alors également dans le duché de Saxe) appartiennent également à des membres de la famille au XVe siècle. Deux Balthasare von Schlieben sont conseillers du prince électeur dans le Brandebourg voisin au XVe siècle.
Branche prussienne : Georg von Schlieben (de) de la branche de Liebschütz ou de Mühlberg combat pour l'Ordre teutonique en Prusse depuis 1454 et y fonde la branche prussienne avec les châteaux de Nordenbourg et de Gerdauen.
Branche saxonne : Son fils aîné Georg von Schlieben (de) (mort en 1521) fonde la lignée saxonne, son fils Eustachius (de) (mort en 1568) fut le plus important conseiller de l'électeur de Brandebourg Joachim II et confident de Luther.

### Anoblissements
Branche de Birkenfeld : Élévation au rang de comtes impériaux avec "haut et bien né" et union des armoiries avec celles des comtes Truchseß von Wetzhausen (de) le 11 janvier 1660 à Vienne pour le chambellan royal polonais et colonel de la Garde du Corps Johann Dietrich von Schlieben (1638–1695), capitaine héréditaire de Birkenfeld (de), Gerdauen, Nordenbourg et autres en Prusse-Orientale. La reconnaissance brandebourgeoise suit le 20 décembre 1662. La branche s'éteint en 1816 avec Friedrich Wilhelm von Schlieben.
Branche de Tucheband : élévation au rang de comte prussien le 12 juillet 1704 pour Adam Georg von Schlieben (1629-1709), propriétaire terrien sur Alt Tucheband près de Custrin.

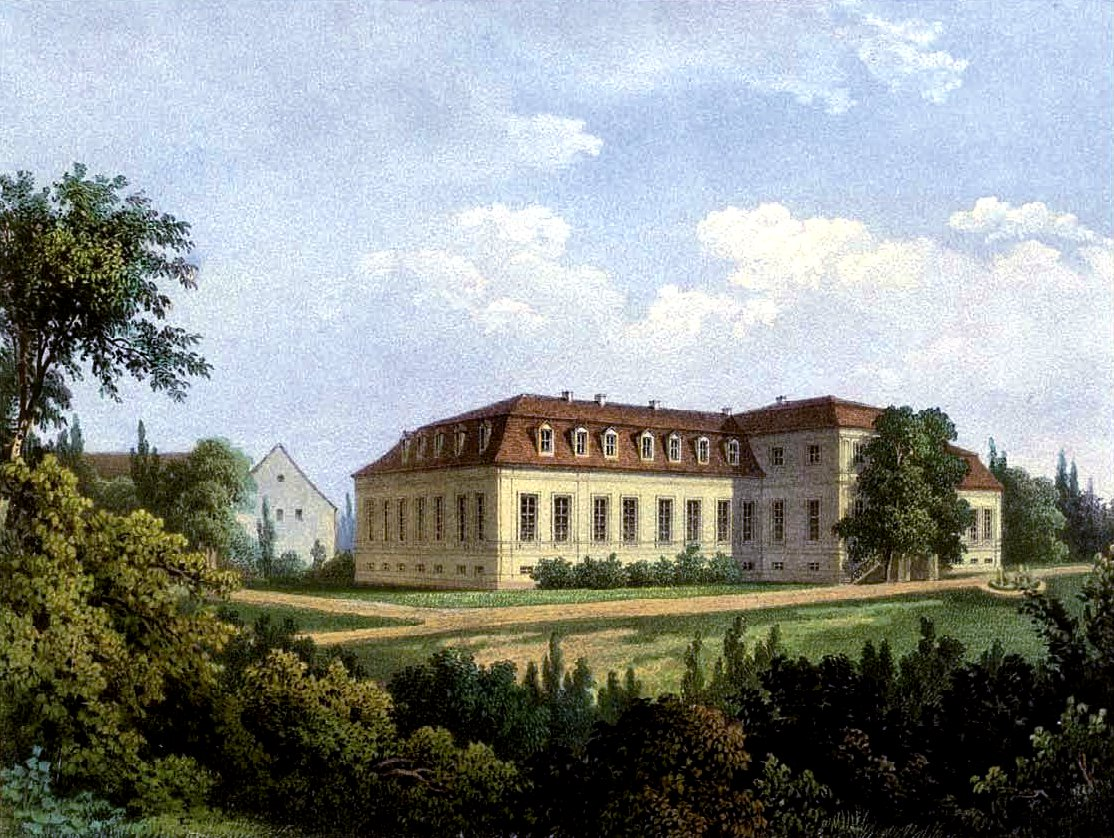
vers 1860/61, Collection Alexander Duncker

Branche de Sanditten : élévation au rang de comte prussien le 9 août 1718 à Berlin pour le garde chasse royal prussien Georg Adam von Schlieben (1649-1720), propriétaire foncier de Sanditten (de), capitaine héréditaire de Gerdauen, Nordenbourg et Klingbeck dans l'arrondissement d'Heiligenbeil.
Branche d'Adamshaide : élévation au rang de comte prussien le 19 septembre 1786 à Berlin avec diplôme du 10 janvier 1787 pour le major royal prussien d'infanterie Gottlieb von Schlieben, propriétaire foncier sur Kurkenfeld et capitaine héréditaire de Gerdauen et Nordenbourg.
Branche de Nieder-Friedersdorf : inscription dans le livre de la noblesse royale saxonne le 30 juillet 1904 pour le ministre d'État royal saxon et de l'Éducation Richard von Schlieben (de) (1848-1908), propriétaire à Nieder-Taubenheim sur la Sprée, ainsi que pour son frère, le colonel royal saxon Egon von Schlieben, commandant du 101e régiments de grenadiers.

### Période contemporaine
Une association de familles, fondée en 1894 et étendue en 1910 à toutes les branches nobles et comtales, organise tous les deux ans une journée familiale.

## Armoiries

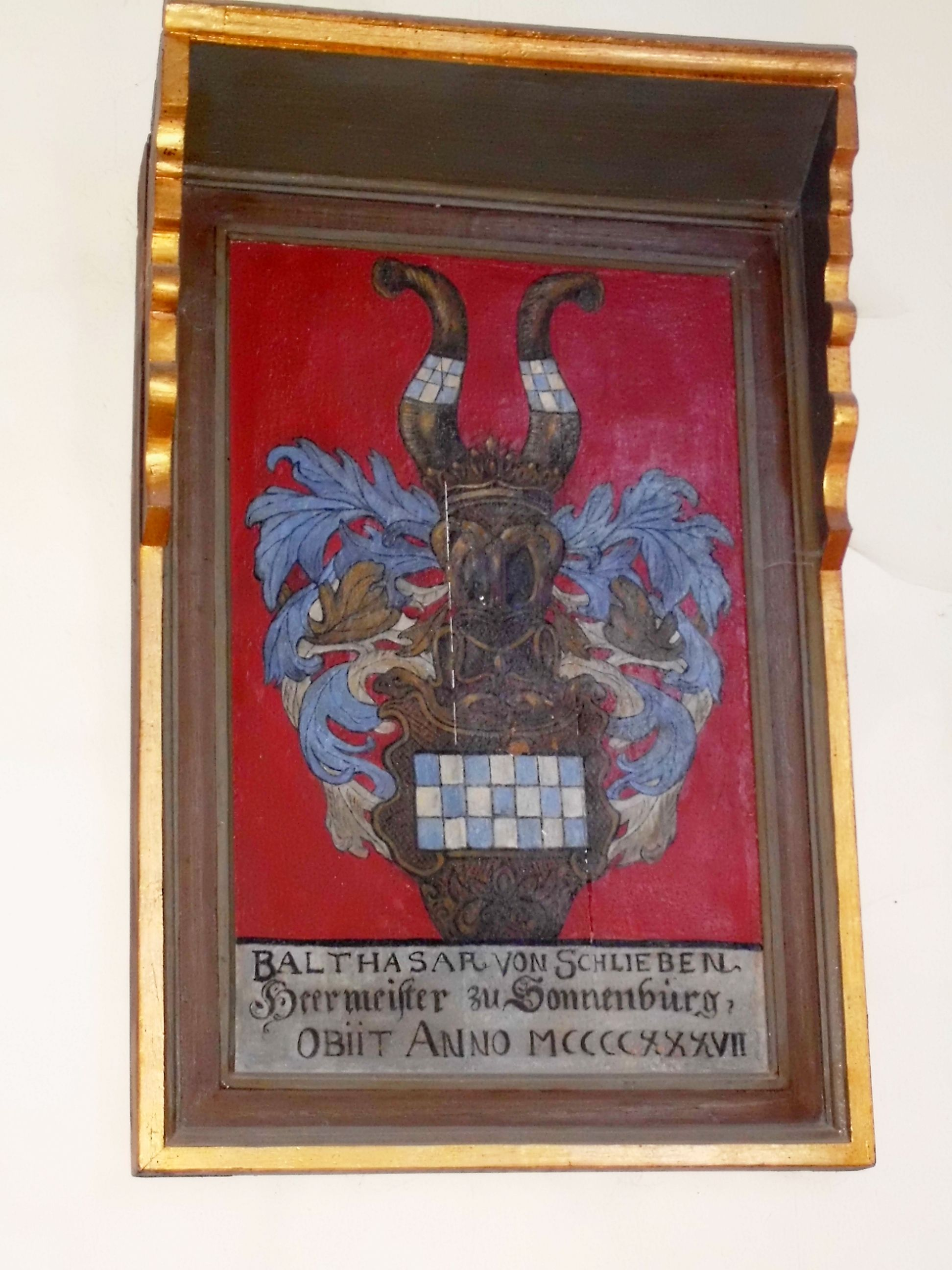
Armoiries de la famille von Schlieben

Le blason principal montre en or une barre rasée de bleu et d'argent. Deux cornes de buffle, inscrites comme l'écu, sur le casque aux lambrequins bleus et or.

## Personnalités
- Georg von Schlieben (de) (mentionné 1448-1475), chef mercenaire de l'Ordre teutonique et propriétaire de vastes domaines en Prusse
- Liborius von Schlieben (de) (mort en 1486), évêque de Lebus (de) et conseiller électoral du Brandebourg (branche de Baruth/Wusterhausen)
- Georg von Schlieben (de) (mort en 1521), seigneur de Hohndorf et Radeburg, capitaine de Cottbus et Peitz, fondateur de la lignée saxonne[2]
- Dietrich von Schlieben (1486-1534), maréchal suprême de Prusse, fondateur de la lignée prussienne
- Eustachius von Schlieben (de) (vers 1495-1568), conseiller électoral brandebourgeois et seigneur de Zossen et Vetschau
- Andreas von Schlieben (1497-1571) (assassiné), commandeur de l'ordre de Saint-Jean à Lagow, maréchal sous l'empereur Charles V.
- Johann Ernst von Schlieben (de) (1586-1620), commandant de Lietzen et conseiller de la cour brandebourgeois
- Hans von Schlieben (de) (mort en 1599/1601), gouverneur de Basse-Lusace et propriétaire de Vetschau et Seese
- Adam von Schlieben (de) (1552-1628), commandant de Lietzen et conseiller électoral brandebourgeois
- Johann Friedrich von Schlieben (de) (1630–1696), général de division brandebourgeois
- Erdmann von Schlieben (de) (1632–1686), assesseur de la cour saxon et propriétaire foncier
- Georg Christoph von Schlieben (de) (1676-1748), ministre d'État prussien
- Albrecht Ernst von Schlieben (de) (1681–1753), ministre d'État prussien
- Christian Dietrich von Schlieben (de) (mort en 1680), propriétaire de Vetschau et des villages environnants de Basse-Lusace
- Christian Dietrich II von Schlieben (de) (mort en 1721 ou plus tard), propriétaire foncier saxon
- Hedwige-Louise von Schlieben (1675–1760), née princesse de Hesse-Hombourg, par son mariage et l'élévation de son beau-père au rang de comte prussien le 9 août 1718, comtesse de Schlieben

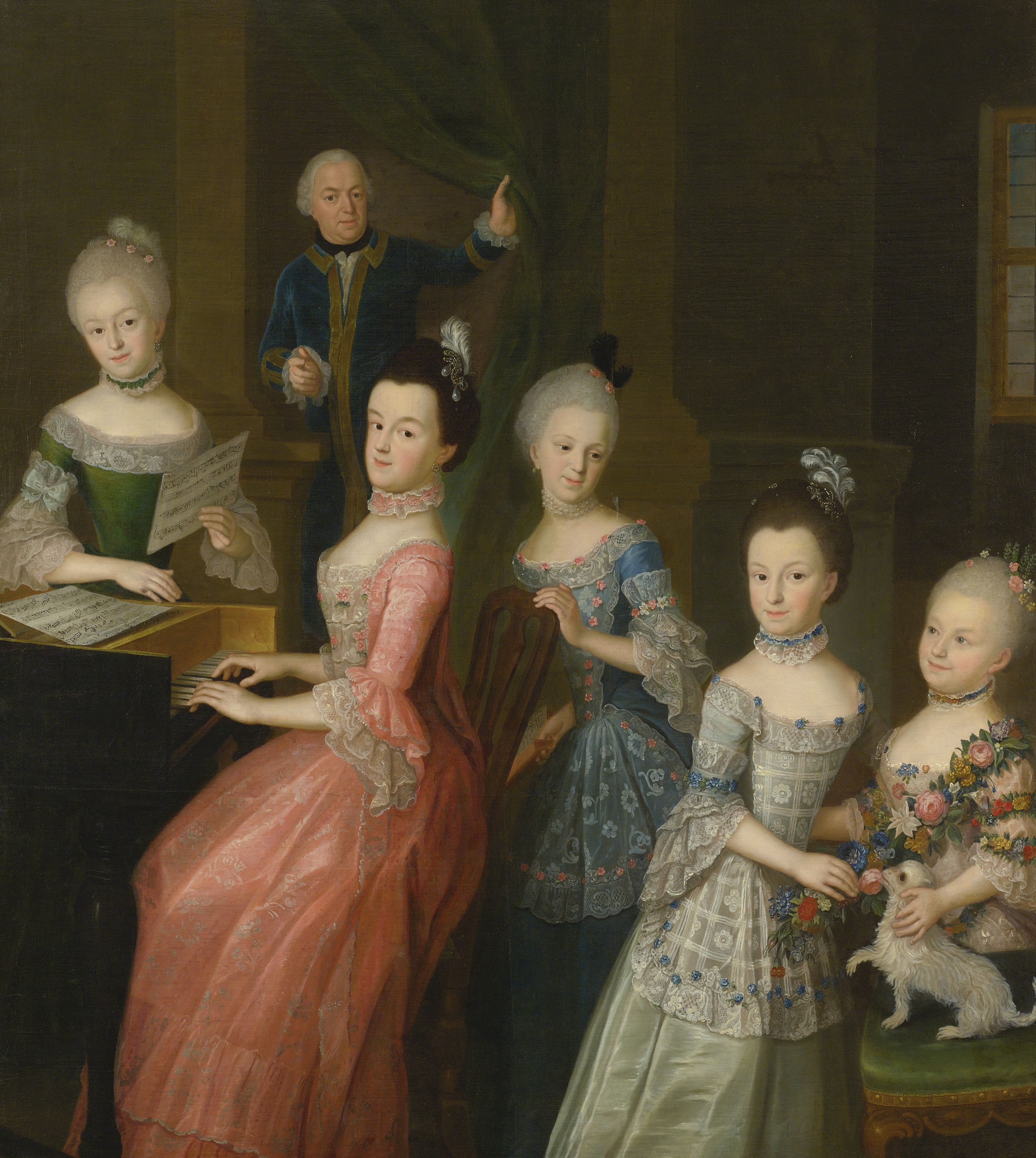
Johann Kasimir von Schlieben (1714-1788) avec ses filles Eleonore, Wilhelmine, Friederike, Jeannette

- Friedrich Karl von Schlieben (de) (1716-1791), lieutenant général prussien
- Leopold von Schlieben (1723-1788), ministre prussien
- Frédérique de Schlieben (1757–1827), mariée depuis 1780 au duc Frédéric-Charles-Louis de Schleswig-Holstein-Sonderbourg-Beck (1757–1816), ancêtre de nombreux monarques européens
- Wilhelmine Luise Elisabeth von Schlieben (de) (1765–1852), poète
- Wilhelm Ernst August von Schlieben (de) (1781–1839), statisticien
- Gustav von Schlieben (1800–1874), député de la chambre des seigneurs de Prusse
- Georg von Schlieben (1831-1906), député de la chambre des seigneurs de Prusse
- Georg von Schlieben (de) (1843-1906), plénipotentiaire militaire du royaume de Saxe
- Richard von Schlieben (de) (1848-1908), ministre saxon de l'Éducation, pionnier de la mixité et citoyen d'honneur de la ville de Zittau
- Egon von Schlieben (de) (1852-1933), lieutenant général saxon
- Otto von Schlieben (1875-1932), juriste, administrateur de l'arrondissement d'Heilsberg et homme politique allemand
- Dietrich von Schlieben (1893-1984), général de division allemand
- Karl-Wilhelm von Schlieben (1894-1964), lieutenant général allemand
- Georg-Günther Graf von Schlieben (1891–1974), commandeur honoraire de l'ordre de Saint-Jean